# 다청향

다청 향의 위치

다청향(한국어: 대성향, 중국어: 大城鄉, 병음: Dàchéng Xiāng)은 중화민국 장화 현의 향이다. 넓이는 63.7406km2이고, 인구는 2015년 8월 기준으로 17,565명이다.

## 지리
장화 현의 서남단에 위치하고 동쪽은 주탕 향, 서쪽은 타이완 해협, 남쪽은 줘수이시(濁水溪)의 하구로 윈린 현, 북쪽은 팡위안 향, 얼린 진과 접한다.

## 역사
예전에는 대성조(大城厝)라고 했지만 1920년 지방 제도 개정 때 같은 뜻의 일본어 지명인 오시로(大城)로 고쳐졌다.